# (4434) Nikulin
(4434) Nikulin (1981 RD5) – planetoida z pasa głównego asteroid okrążająca Słońce w ciągu 3,82 lat w średniej odległości 2,44 j.a. Odkryta 8 września 1981 roku.